# Jean-Marc Barr
Jean-Marc Barr (Bitburg, 27 settembre 1960) è un attore e regista francese naturalizzato statunitense.

## Biografia
Nato in Germania Ovest da madre francese e padre membro dell'aeronautica militare americana, nel 1980 lascia gli Stati Uniti per la Francia, dove studia filosofia alla Sorbona. In seguito, studia teatro a Londra. Nel 1986 ritorna in Francia, dove debutta in piccoli ruoli teatrali, in televisione e al cinema. La grande rivelazione arriva con il film Le Grand Bleu (1988) di Luc Besson, dove interpreta l'apneista Jacques Mayol. 
Il successo della pellicola è strepitoso e lancia la carriera dell'attore. Incontra quindi Lars von Trier e ottiene altri successi. Nel 1999 passa dietro la macchina da presa e dirige  Lovers - French Dogma Number One, seguito da altri lungometraggi. È stato anche protagonista del video Charmless Man dei Blur.
Nel 2012 affianca Isabella Ferrari nel film E la chiamano estate.

## Filmografia

### Attore
- The Frog Prince, regia di Brian Gilbert (1985)
- In corsa per l'oro (Going for the Gold: The Bill Johnson Story), regia di Don Taylor - film TV (1985)
- King David, regia di Bruce Beresford (1985)
- Hôtel du Lac, regia di Giles Foster - film TV (1986)
- Anni '40 (Hope and Glory), regia di John Boorman (1987)
- Le Grand Bleu, regia di Luc Besson (1988)
- Le Brasier, regia di Éric Barbier (1991)
- Europa, regia di Lars von Trier (1991)
- La peste, regia di Luis Puenzo (1992)
- Au nom d'un chien, regia di Laurent Malet - cortometraggio (1993)
- Les Faussaires, regia di Frédéric Blum (1994)
- Le Fils préféré - Ospiti pericolosi (Le Fils préféré), regia di Nicole Garcia (1994)
- Iron Horsemen, regia di Gilles Charmant (1995)
- Marciando nel buio, regia di Massimo Spano (1996)
- L'Échappée belle, regia di Étienne Dhaene (1996)
- Lifeline, regia di Fred Gerber - film TV (1996)
- Le onde del destino (Breaking the Waves), regia di Lars von Trier (1996)
- Mo', regia di Yves-Noël François (1996)
- Les Infidèles, regia di Randa Chahal Sabag - film TV (1997)
- The Scarlet Tunic, regia di Stuart St. Paul (1998)
- La Préférence, regia di Grégoire Delacourt (1998)
- Folle d'elle, regia di Jérôme Cornuau (1998)
- Ça ne se refuse pas, regia di Éric Woreth (1998)
- J'aimerais pas crever un dimanche, regia di Didier Le Pêcheur (1998)
- Tutto per amore (St. Ives), regia di Harry Hook (1998)
- Dancer in the Dark, regia di Lars von Trier (2000)
- Too Much Flesh, regia di Pascal Arnold e Jean-Marc Barr (2000)
- The Best of Blur, regia di Jamie Thraves video (Charmless Man) (2000)
- Being Light, regia di Pascal Arnold e Jean-Marc Barr (2001)
- Les Fils de Marie, regia di Carole Laure (2002)
- Red Siren (La sirène rouge), regia di Olivier Megaton (2002)
- Dogville, regia di Lars von Trier (2003)
- Saltimbank, regia di Jean-Claude Biette (2003)
- Le Divorce - Americane a Parigi (Le Divorce), regia di James Ivory (2003)
- Les Clefs de bagnole, regia di Laurent Baffie
- Sauf l'amour, regia di Pascal Arnold e Jean-Marc Barr (2004)
- CQ2 (Seek You Too), regia di Carole Laure (2004)
- Questa casa non è un albergo (Crustacés et coquillages), regia di Olivier Ducastel e Jacques Martineau (2005)
- Manderlay, regia di Lars von Trier (2005)
- Ritorno a Tara Road, regia di Gillies MacKinnon (2005)
- Il grande capo (Direktøren for det hele), regia di Lars von Trier (2006)
- Parc, regia di Arnaud des Pallières (2006)
- Non ma fille, tu n'iras pas danser, regia di Christophe Honoré (2009)
- E la chiamano estate regia di Paolo Franchi, (2012)
- Nymphomaniac, regia di Lars von Trier (2013)
- Il miracolo – serie TV, episodio 1x01 (2018)

### Regista
- Lovers - French Dogma Number One (Lovers) (1999)
- Too Much Flesh, co-regia con Pascal Arnold (2000)
- Being Light, co-regia con Pascal Arnold (2001)
- Sauf l'amour, co-regia con Pascal Arnold (2004)
- Chacun sa nuit, co-regia con Pascal Arnold (2006)
- American Translation, co-regia con Pascal Arnold (2011)
- Chroniques sexuelles d'une famille d'aujourd'hui, co-regia con Pascal Arnold (2012)

## Doppiatori italiani
- Massimo Lodolo in La peste
- Sergio Di Stefano in Marciando nel buio
- Paolo Scalondro in Le divorce - Un americano a Parigi